# John Beaufort, marchese di Dorset
John Beaufort (1455 – 4 maggio 1471) è stato un nobile inglese, col titolo di marchese di Dorset, e appartenne ad una delle più potenti famiglie inglesi durante la guerra delle due rose.

## Biografia
Era il terzo figlio di Edmund Beaufort, II duca di Somerset e di Lady Eleanor Beauchamp, figlia di Richard de Beauchamp, XIII conte di Warwick.
Essendo discendente di due tra le famiglie più influenti dell'epoca, John si trovò giovanissimo coinvolto nella guerra delle due rose che vedeva contrapposte le dinastie York e Lancaster, a cui erano legati i Beaufort, per salire sul trono d'Inghilterra.
Quando suo fratello maggiore Henry Beaufort, III duca di Somerset morì nel 1464, John divenne marchese di Dorset e conte di Dorset, titoli di cortesia garantiti agli eredi Beaufort. Il titolo tuttavia non fu mai riconosciuto dal re Yorkista Edoardo IV d'Inghilterra e dal 1461 John fu costretto a vivere in esilio in Borgogna e poi in Francia per evitare la pena di morte.
Egli tornò in Inghilterra nel 1471 col fratello maggiore Edmund Beaufort, IV duca di Somerset quando il re Lancaster Enrico VI d'Inghilterra reclamò il trono da cui era stato deposto.
John rimase ucciso nella battaglia di Tewkesbury il 4 maggio 1471 combattendo per l'esercito dei Lancaster. Suo fratello Edmund invece sopravvisse alla battaglia rifugiandosi in una abbazia vicina. Lì fu catturato dagli Yorkisti e condannato a morte.
John aveva solo sedici anni quando morì, non era ancora sposato e non lasciò eredi. La sua morte e quella del fratello Edmund significarono l'estinzione della linea maschile della dinastia Beaufort.

## Ascendenza
|                                             |                                           |                                          | Genitori                                     |  |  | Nonni |  |  | Bisnonni                                   |  |  | Trisnonni                 |  |
|                                             |                                           |                                          |                                              |  |  |       |  |  | Giovanni Plantageneto, I duca di Lancaster |  |  | Edoardo III d'Inghilterra |  |
|                                             |                                           |                                          |                                              |  |  |       |  |  | Giovanni Plantageneto, I duca di Lancaster |  |  | Edoardo III d'Inghilterra |  |
|                                             |                                           | Filippa di Hainaut                       |                                              |  |  |       |  |  | Giovanni Plantageneto, I duca di Lancaster |  |  |                           |  |
| John Beaufort, I conte di Somerset          |                                           |                                          |                                              |  |  |       |  |  | Giovanni Plantageneto, I duca di Lancaster |  |  |                           |  |
|                                             |                                           | Katherine Swynford                       | Payne De Roet                                |  |  |       |  |  |                                            |  |  |                           |  |
|                                             |                                           | Katherine Swynford                       | Payne De Roet                                |  |  |       |  |  |                                            |  |  |                           |  |
|                                             |                                           | Katherine Swynford                       | …                                            |  |  |       |  |  |                                            |  |  |                           |  |
| Edmund Beaufort, II duca di Somerset        |                                           | Katherine Swynford                       |                                              |  |  |       |  |  |                                            |  |  |                           |  |
|                                             |                                           | Thomas Holland, II conte di Kent         | Thomas Holland, I conte di Kent              |  |  |       |  |  |                                            |  |  |                           |  |
|                                             |                                           | Thomas Holland, II conte di Kent         | Thomas Holland, I conte di Kent              |  |  |       |  |  |                                            |  |  |                           |  |
|                                             |                                           | Thomas Holland, II conte di Kent         | Giovanna di Kent                             |  |  |       |  |  |                                            |  |  |                           |  |
| Margaret Holland                            |                                           | Thomas Holland, II conte di Kent         |                                              |  |  |       |  |  |                                            |  |  |                           |  |
|                                             |                                           | Alice FitzAlan                           | Richard FitzAlan, X conte di Arundel         |  |  |       |  |  |                                            |  |  |                           |  |
|                                             |                                           | Alice FitzAlan                           | Richard FitzAlan, X conte di Arundel         |  |  |       |  |  |                                            |  |  |                           |  |
|                                             |                                           | Alice FitzAlan                           | Eleonora di Lancaster                        |  |  |       |  |  |                                            |  |  |                           |  |
| John Beaufort, marchese di Dorset           |                                           | Alice FitzAlan                           |                                              |  |  |       |  |  |                                            |  |  |                           |  |
|                                             | Thomas de Beauchamp, XII conte di Warwick | Thomas de Beauchamp, XI conte di Warwick |                                              |  |  |       |  |  |                                            |  |  |                           |  |
|                                             | Thomas de Beauchamp, XII conte di Warwick | Thomas de Beauchamp, XI conte di Warwick |                                              |  |  |       |  |  |                                            |  |  |                           |  |
|                                             | Thomas de Beauchamp, XII conte di Warwick | Katherine Mortimer                       |                                              |  |  |       |  |  |                                            |  |  |                           |  |
| Richard de Beauchamp, XIII conte di Warwick | Thomas de Beauchamp, XII conte di Warwick |                                          |                                              |  |  |       |  |  |                                            |  |  |                           |  |
|                                             |                                           | Margaret Ferrers                         | William Ferrers, III barone Ferrers di Groby |  |  |       |  |  |                                            |  |  |                           |  |
|                                             |                                           | Margaret Ferrers                         | William Ferrers, III barone Ferrers di Groby |  |  |       |  |  |                                            |  |  |                           |  |
|                                             |                                           | Margaret Ferrers                         | Margaret de Ufford                           |  |  |       |  |  |                                            |  |  |                           |  |
| Eleanor Beauchamp                           |                                           | Margaret Ferrers                         |                                              |  |  |       |  |  |                                            |  |  |                           |  |
|                                             |                                           | Thomas de Berkeley, V barone Berkeley    | Maurice de Berkeley, IV barone Berkeley      |  |  |       |  |  |                                            |  |  |                           |  |
|                                             |                                           | Thomas de Berkeley, V barone Berkeley    | Maurice de Berkeley, IV barone Berkeley      |  |  |       |  |  |                                            |  |  |                           |  |
|                                             |                                           | Thomas de Berkeley, V barone Berkeley    | Elizabeth le Despenser                       |  |  |       |  |  |                                            |  |  |                           |  |
| Elizabeth de Berkeley                       |                                           | Thomas de Berkeley, V barone Berkeley    |                                              |  |  |       |  |  |                                            |  |  |                           |  |
|                                             |                                           | Margaret de Lisle, III baronessa Lisle   | Warin, II barone Lisle de Lisle              |  |  |       |  |  |                                            |  |  |                           |  |
|                                             |                                           | Margaret de Lisle, III baronessa Lisle   | Warin, II barone Lisle de Lisle              |  |  |       |  |  |                                            |  |  |                           |  |
|                                             |                                           | Margaret de Lisle, III baronessa Lisle   | Margaret Pipard                              |  |  |       |  |  |                                            |  |  |                           |  |
|                                             |                                           | Margaret de Lisle, III baronessa Lisle   |                                              |  |  |       |  |  |                                            |  |  |                           |  |